# Masters of Reality
A Masters of Reality amerikai hard/desert/blues/southern rock együttes. 

## Története
1981-ben alakultak meg a New York állambeli Syracuse-ban. Nevüket a Black Sabbath Master of Reality című albumáról kapták. Chris Goss és Tim Harrington alapították. Eredetileg "Manson Family" volt a nevük, ezen a néven azonban egy koncertet sem tartottak. Első nagylemezük 1989-ben jelent meg. A zenekar egyetlen állandó tagja Chris Goss.

## Diszkográfia
- Masters of Reality (1989)
- Sunrise on the Sufferbus (1993)
- Welcome to the Western Lodge (1999)
- Deep in the Hole (2001)
- Give Us Barabbas (2004)
- Pine/Cross Dover (2009)

## Egyéb kiadványok
- How High the Moon: Live at the Viper Room (koncertalbum, 1997)
- Flak 'n' Flight (koncertalbum, 2003)